# Banco Norddeutsche
O Norddeutsche Bank era um banco alemão que existia entre 1856 e 1929. Foi fundado pelo Berenberg Bank, H.J. Merck & Co. e a casa bancária de Salomon Heine e fundadores privados como Robert Kayser como o primeiro banco de ações no norte da Alemanha, tornando-se o maior banco de Hamburgo. Em 1895, foi fundido com o Disconto-Gesellschaft, mas os dois bancos continuaram operando separadamente. Em 1929, o Norddeutsche Bank e o Disconto-Gesellschaft foram fundidos no Deutsche Bank.